# Joseph Thonet
Victor Joseph Vincent Thonet (plus connu sous le nom de Joseph Thonet, né à Huy le 22 janvier 1883 et y est décédé le 17 septembre 1973 était un homme politique et un résistant belge, membre de l'Armée belge des partisans. Militant communiste, il fonde la section hutoise du Parti communiste de Belgique.

## Biographie
De 1897 à 1920, Joseph Thonet est membre de la jeune garde socialiste de Huy. En 1903, il est délégué à la fédération hutoise du POB. Fédération dont il devient le secrétaire en 1906. Il s'investit principalement dans son organe de propagande et publie ses pamphlets dans le journal l'Exploité. En 1915, il est arrêté et déporté. Après-guerre, il reprend ses fonctions, des tensions naîtront sur des questions de ligne éditoriale à donner au journal. Il démissionne du POB le 21 décembre 1920. Il fonde Les Amis de l'Exploité, un organe dissident. Le 29 mai 1921, il fonde la section hutoise du PCB. Àà la suite des élections provinciales de 1936, le POB et le Parti communiste de Belgique font alliance pour gouverner la province de Liège, Thonet est élu député permanent, il le restera jusque 1949. 
Lors de la Seconde Guerre mondiale, il intègre l'Armée belge des partisans. Il coordonnera les unités de la région de Huy-Waremme. Le 24 juin 1941, les allemands viennent à son domicile pour procéder à son arrestation mais il parvient à s'enfuir. Son épouse est arrêtée et sera détenue au Fort de Huy jusqu'à sa libération qui surviendra le 24 octobre 1941. À la suite de cet épisode, Joseph Thonet vivra dans la clandestinité jusqu'à la fin de la guerre. Il sera alors nommé Chef d'Etat-major de l'Armée belge des partisans pour le Hainaut.
Son fils, Victor Thonet sera arrêté le 23 décembre 1942, il sera fusillé au Tir national à Bruxelles, le 20 avril 1943. L'épouse de Victor, sa belle-fille, Mariette Verstichel, sera arrêtée en 1944 et déportée à Ravensbruck. Le couple avait deux enfants.
Sa fille, Micheline, à la suite du décès de son frère, entrera dans la résistance. Elle sera arrêtée le 28 novembre 1943 et détenue durant sept mois à la prison de Huy d'où elle sera libérée par la résistance.

## Reconnaissances
- Une rue porte son nom à Huy (Rue Joseph Thonet).